# Rebolledo de la Torre
Rebolledo de la Torre – gmina w Hiszpanii, w prowincji Burgos, w Kastylii i León, o powierzchni 50,51 km². W 2011 roku gmina liczyła 131 mieszkańców.